# Leithen Lodge

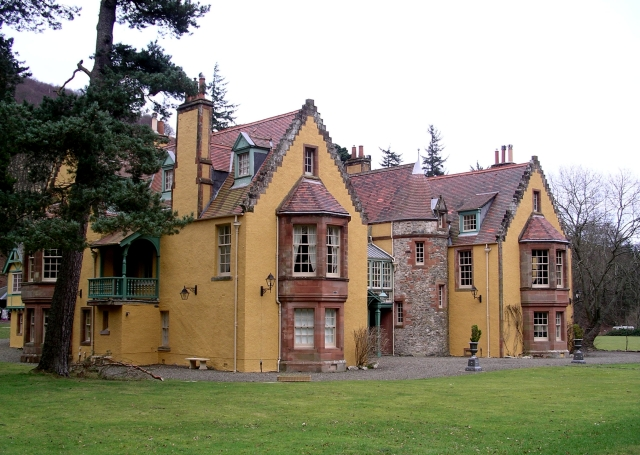
Leithen Lodge

Die Leithen Lodge ist eine Villa nahe der schottischen Ortschaft Innerleithen in der Council Area Scottish Borders. 1994 wurde das Bauwerk in die schottischen Denkmallisten in der höchsten Denkmalkategorie A aufgenommen.

## Geschichte
Einst Teil eines größeren Anwesens namens Leithenhopes, wurde die Villa im frühen 19. Jahrhundert errichtet. Nach seinem Übergang in den Ruhestand erwarb John Miller im Jahre 1850 Leithen Lodge. Er ließ das Gebäude erweitern und prägte den Namen Leithen Lodge. Innerhalb der Familie vererbt, veranlasste sein Sohn eine zwischen 1885 und 1887 eine Überarbeitung und substantielle Erweiterung. Hierzu engagierte er den schottischen Architekten Sydney Mitchell. Nach dem Zweiten Weltkrieg erwarb Albert Primrose, 6. Earl of Rosebery das Anwesen. Er verpachtete die Villa langfristig. Nachdem sich der Zustand von Leithen Lodge innerhalb der folgenden Jahrzehnte deutlich verschlechtert hatte, ließ der neue Eigentümer die Villa 1988 restaurieren. Aus Lochend House in Dunbar, East Lothian, wurde ein klassizistischer Torbogen an der Leithen Lodge aufgebaut.

## Beschreibung
Die Leithen Lodge liegt isoliert am linken Ufer des Leithen Water rund fünf Kilometer nördlich von Innerleithen. Das Mauerwerk des zweistöckigen Gebäudes besteht aus Bruchstein mit Details aus roten Sandsteinquadern. Die Villa wurde durch Mitchell im Stile der Arts-and-Crafts-Bewegung mit Motiven aus der schottischen Architektur des 17. Jahrhunderts gestaltet. Im Innenraum sind zahlreiche hochwertige Holzarbeiten zu finden. Hierzu zählen neben Vertäfelungen auch Treppenaufgänge mit gedrechselten Balustern. Unter den verschiedenen offenen Kaminen ist ein Kamin aus rotem Sandstein mit schwarzen ionischen Säulen und Konsolen hervorzuheben. Ein Wandgemälde mit mythologischen und esoterischen Motiven wurde um 1990 geschaffen.